# Kerstman

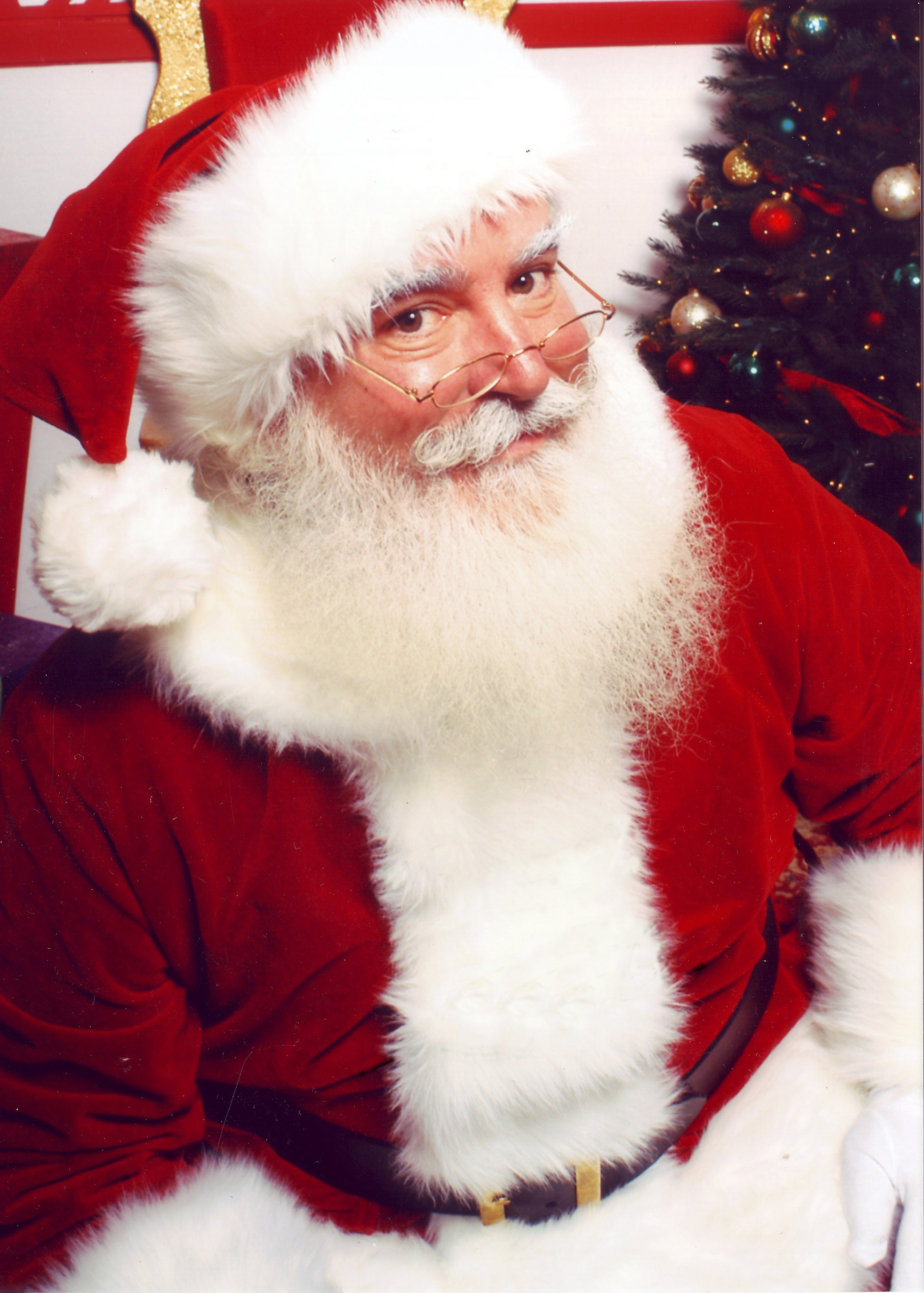
Kerstman

De Kerstman is een folkloristisch figuur die rond de kerstperiode de kerstcadeautjes uitdeelt aan kinderen.
De meest gebruikte verbeelding is Santa Claus, die ontstond in de Verenigde Staten. Deze figuur wordt voorgesteld als een gezette, vrolijke oude man met een lange witte baard en gekleed in een rode jas met witte bontkraag en manchetten, een rode broek met witte bontboorden, een rode hoed met wit bont en een zwartleren riem en laarzen, en met een tas vol spullen cadeaus voor kinderen. Soms draagt hij een bril, en heel af en toe wordt hij vergezeld door Mrs. Santa Claus.
Santa Claus is onder meer terug te voeren op de figuur van Sinterklaas, die door Nederlandse kolonisten werd meegenomen naar Noord-Amerika

## Oorsprong

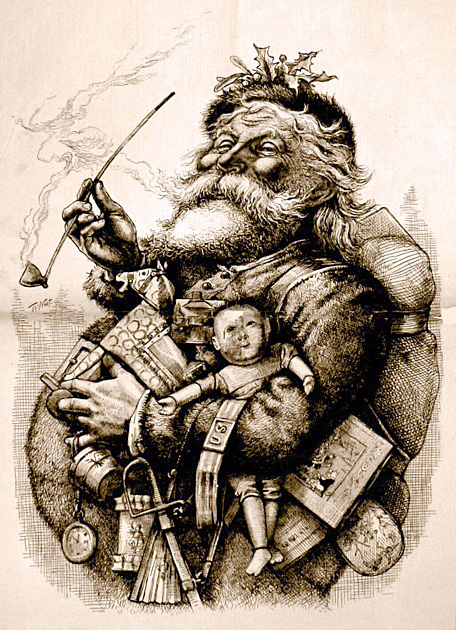
Deze tekening van Thomas Nast, "Merry Old Santa Claus", uit de editie van 1 januari 1881 van Harper's Weekly bepaalt het uiterlijk van de Kerstman tot de dag van vandaag

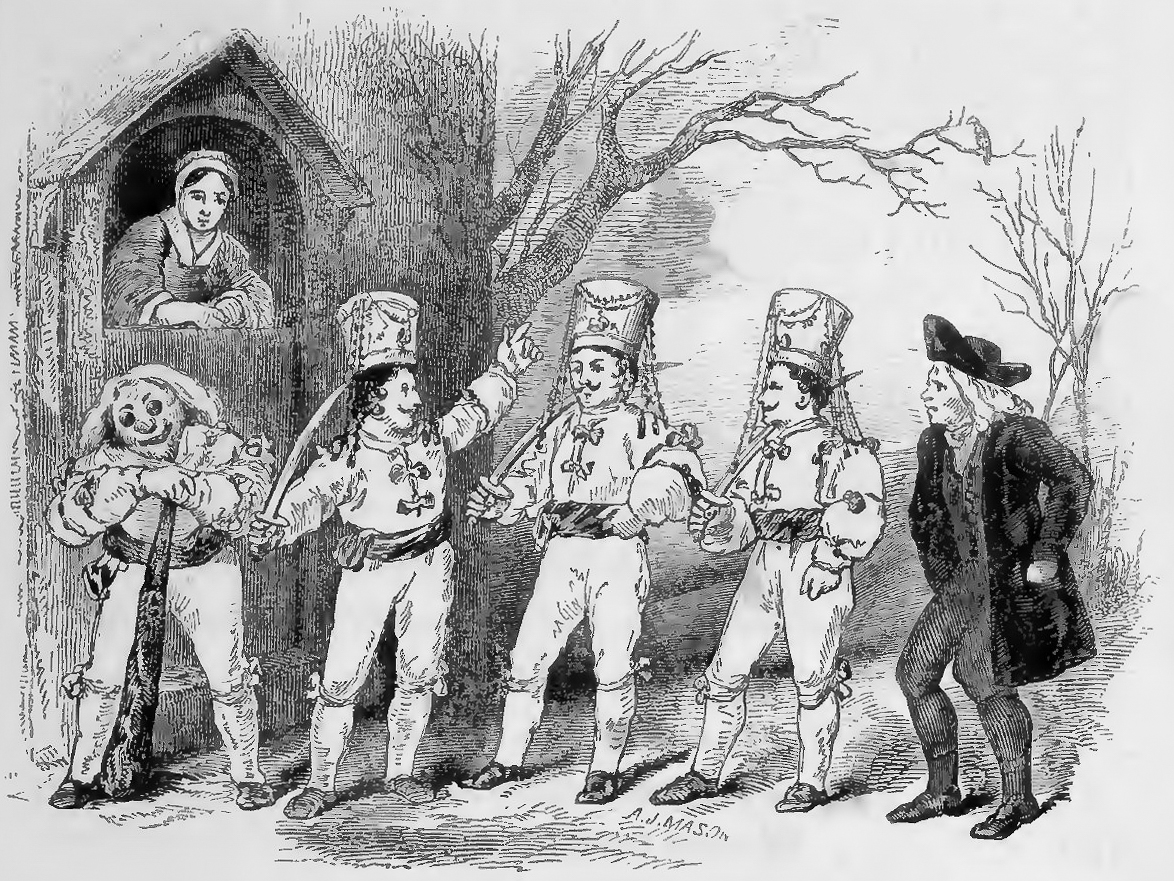
Afbeelding van een 'modern' kersttoneelstuk (nu algemeen bekend als mummers play). De personages: de Kerstman voorgesteld als een groteske oude man met een groot masker en een komische pruik en een enorme knuppel in zijn hand'; drie spelers, van wie er twee Sint-Joris en de Draak zijn (allemaal op vrijwel dezelfde manier gekleed) en de dokter. De vrouw is een toeschouwer.

Vermoedelijk is de Amerikaanse Santa Claus een mengeling van de Britse Father Christmas en de Nederlandse Sinterklaas, hoewel ook gebruiken van Duitse emigranten van invloed kunnen zijn geweest, zoals Knecht Ruprecht en Pelzmärtel en het Duitse gebruik om met kerst cadeaus te geven. De naam Santa Claus is een verbastering van de Nederlandse naam Sinterklaas.
In 1809 beschreef Washington Irving in zijn fictieve geschiedenis van New York al een Santa Claus, onder andere gebaseerd op Nederlandse Sinterklaasgebruiken. Maar vooral het gedicht A Visit from St. Nicholas ("Een bezoek van Sint Nicolaas"), dat in 1823 anoniem gepubliceerd werd, vestigde zijn reputatie in de Verenigde Staten. De nachtelijke bezoeker wordt omschreven als een mengeling van een marskramer, een elf en Sinterklaas. In dit gedicht komen veel moderne gebruiken en attributen van de Santa Claus naar voren, zoals de rendieren en slee, zijn entree in het huis door de schoorsteen (waardoor hij besmeurd is met as en roet) en een zak met cadeautjes. De tekenaar Thomas Nast heeft met zijn tekeningen van Santa Claus in de negentiende eeuw ook nog een grote invloed gehad op het hedendaagse uiterlijk van Santa Claus. De introductie van de Noordpool als woonplaats van Santa Claus wordt ook aan hem toegeschreven.
"Old Santeclaus with Much Delight" is een anoniem geïllustreerd kindergedicht dat in 1821 in New York werd gepubliceerd, twee jaar voor de eerste publicatie van "A Visit from St. Nicholas" ("Twas the Night before Christmas"). Het is de eerste publicatie die het rendier en de slee van de Kerstman noemt (en illustreert) en ook de eerste die zijn aankomst op kerstavond beschrijft. De bijbehorende illustraties zijn de vroegst gepubliceerde artistieke afbeeldingen van een figuur van de Kerstman. "Stoute" kinderen ontvangen een "lange, zwarte, berkenhouten stok" waarvan het gebruik voor ouderlijke bestraffing wordt geduid als een "gebod van God"
De Amerikaanse versie van de Kerstman heeft ook in Europa voet aan de grond gekregen. Hij bestaat nu vaak naast de vele oorspronkelijke en oudere winterfiguren, zoals de Baskische Olentzero, het Duitse Christkind en de Weihnachtsmann die ook Scandinavische tegenhangers heeft, zoals de Finse Joulupukki – ook wel Julbocken of kerstbok – die tijdens het joelfeest een rol speelt. Joulupukki heeft een vrouw, joulumuori ("Kerstvrouwtje", "Kerst-omaatje"), waarover echter weinig bekend is.
De figuur van de Kerstman maakt in Nederland en België pas sinds relatief korte tijd deel uit van de kersttradities, maar hij heeft inmiddels ook hier een prominente plaats verworven op kerstkaarten, in etalages, in kerstmuziek en elders.
In Groot-Brittannië heet de Kerstman ook wel Father Christmas, in Frankrijk Père Noël en in Spanje Papá Noel.
In Rusland is een min of meer vergelijkbare figuur Grootvadertje Vorst (Ded Moroz), die naar verluidt samen met zijn kleindochter Sneeuwwitje (of Sneeuwvlokje; Snegoerotsjka) op 31 december cadeaus uitdeelt. Diens woonplaats wordt verondersteld in de bossen bij Veliki Oestjoeg (Noord-Rusland) te liggen.

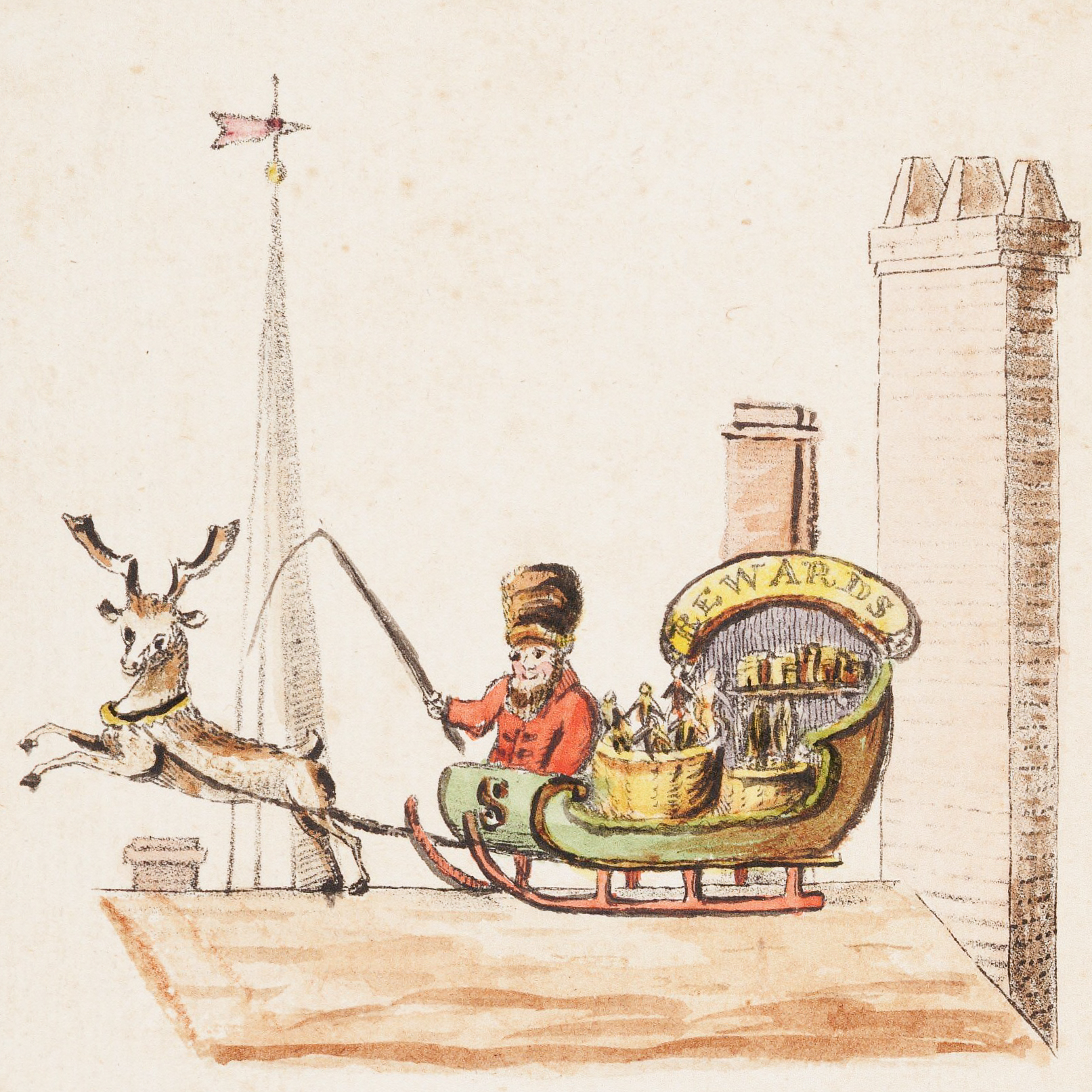
Illustratie bij "Old Santeclaus with Much Delight", 1821
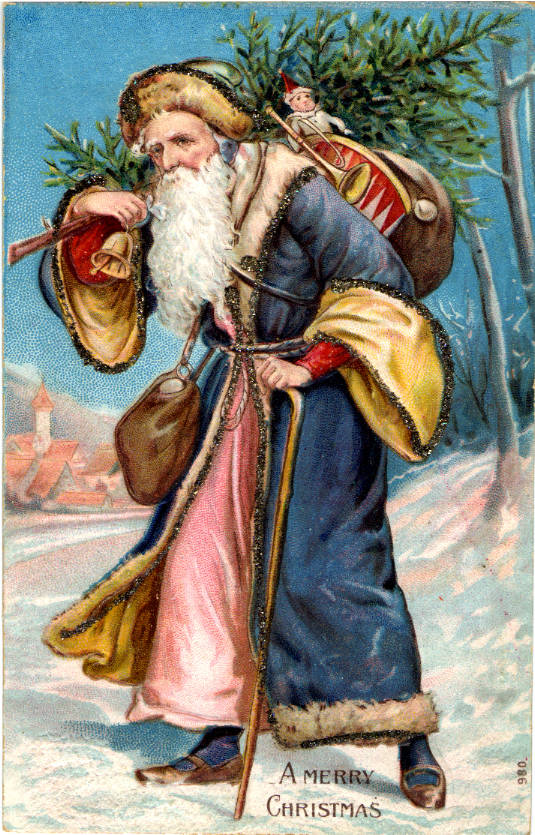
Santa Claus met een kerstboom, bel en zak
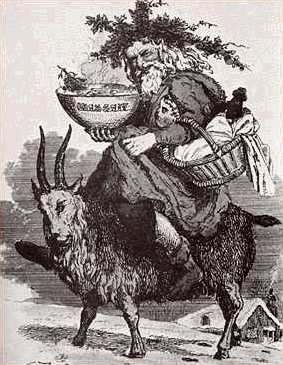
Father Christmas op de joelbok
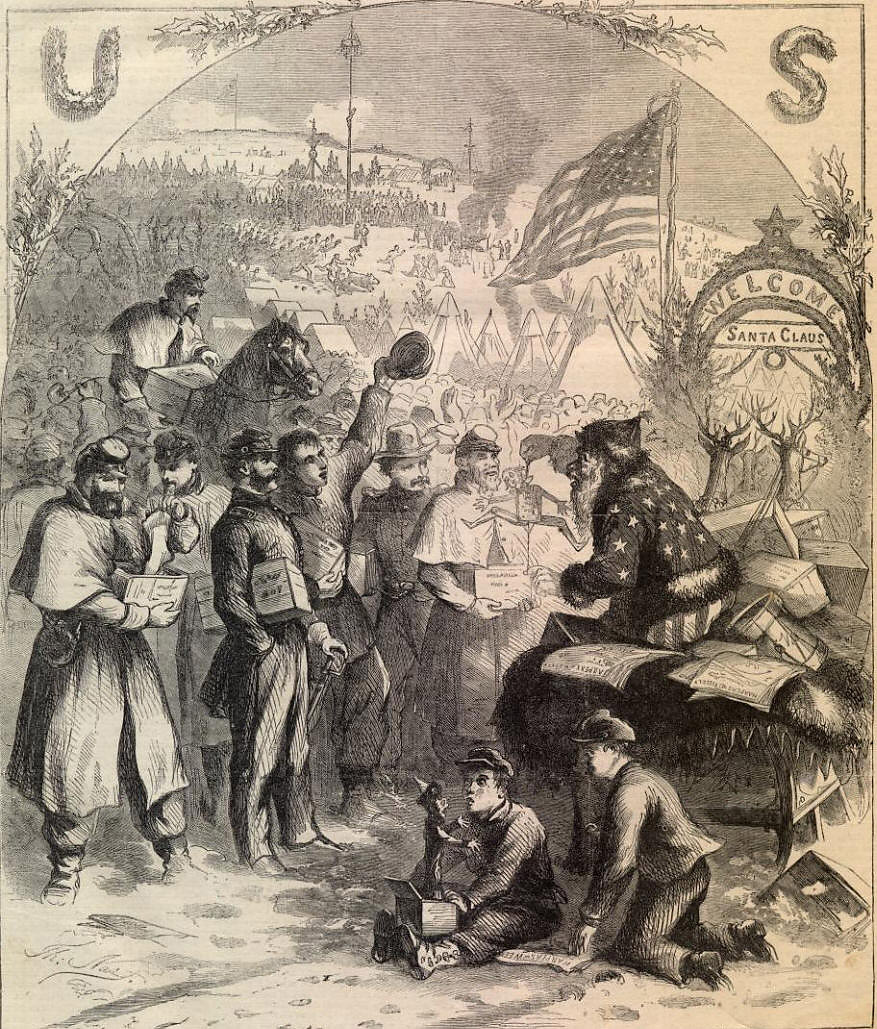
In 1863 deelt Santa Claus cadeaus uit aan de soldaten van de Noordelijke staten tijdens de Amerikaanse Burgeroorlog
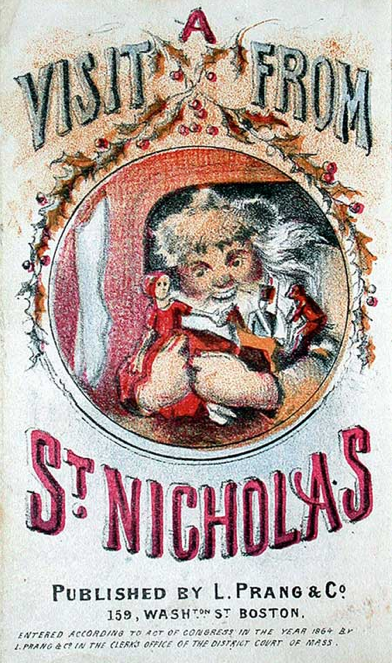
A visit from St. Nicholas, 1864
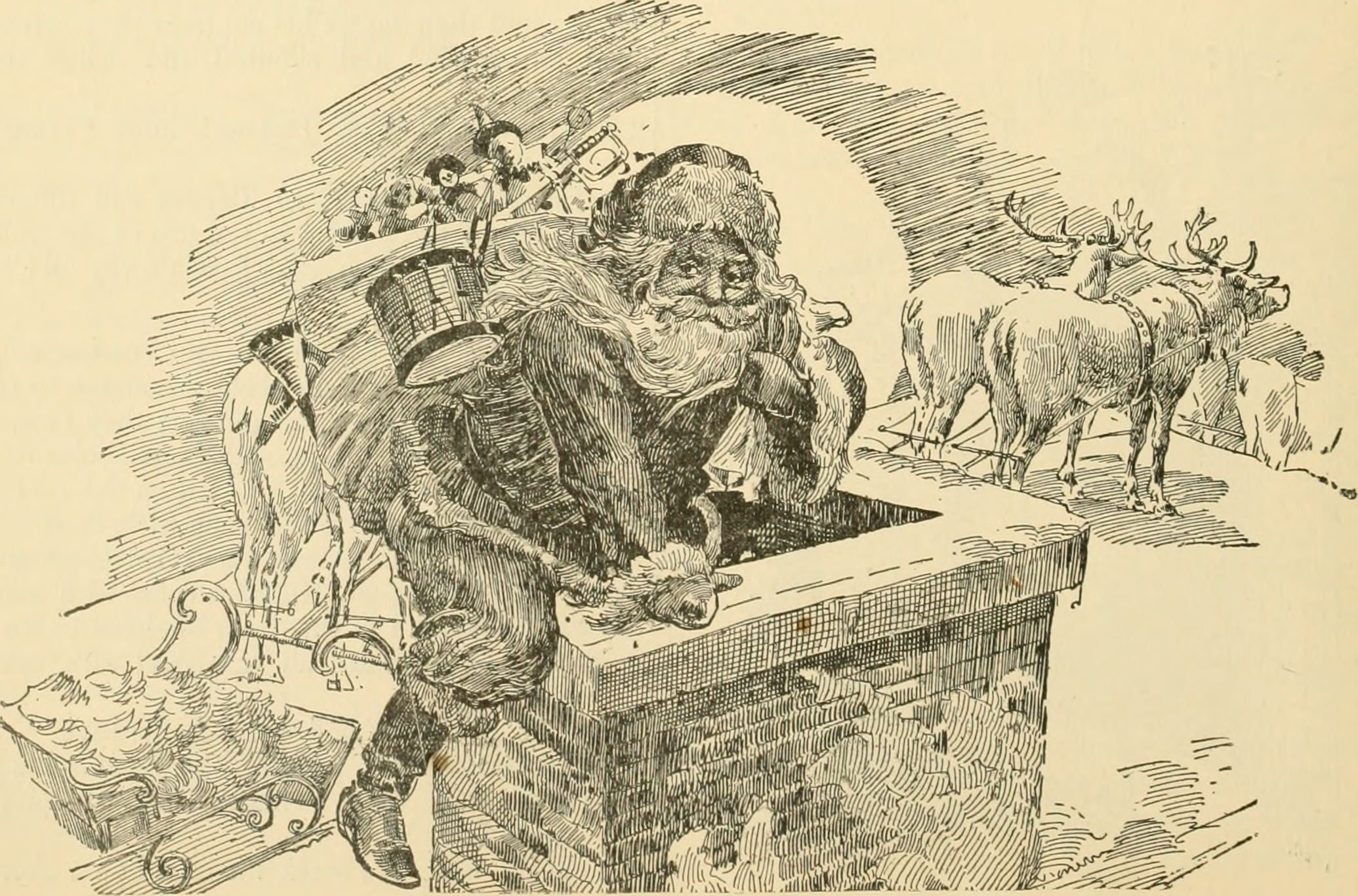
De Kerstman klimt door de schoorsteen om cadeaus te brengen, 1901
St. Nicholas - for young folks, Boston Public Library, 1890-1920
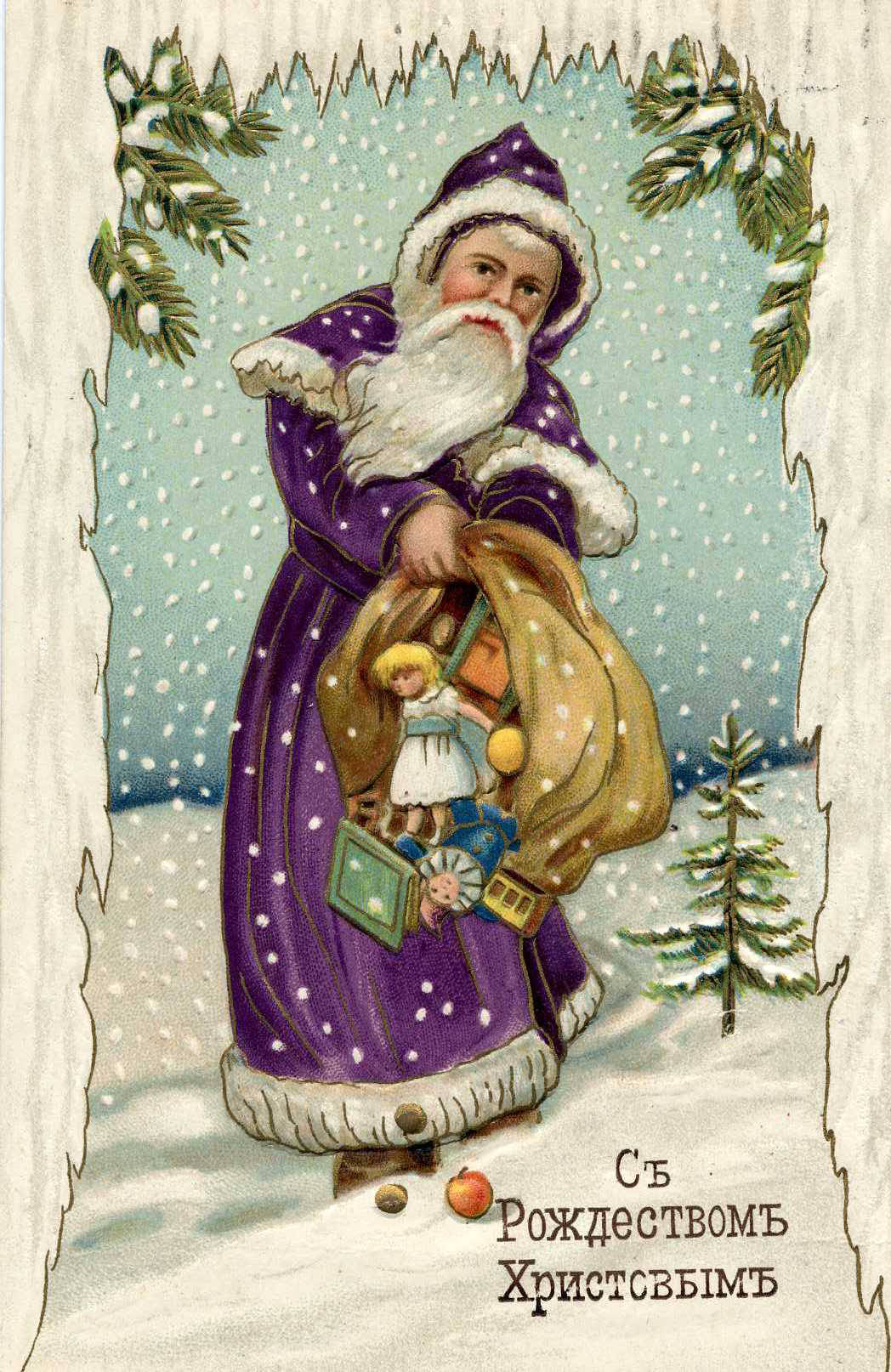
Ansichtkaart: de kerstman leegt zijn zak met cadeaus en fruit in de sneeuw
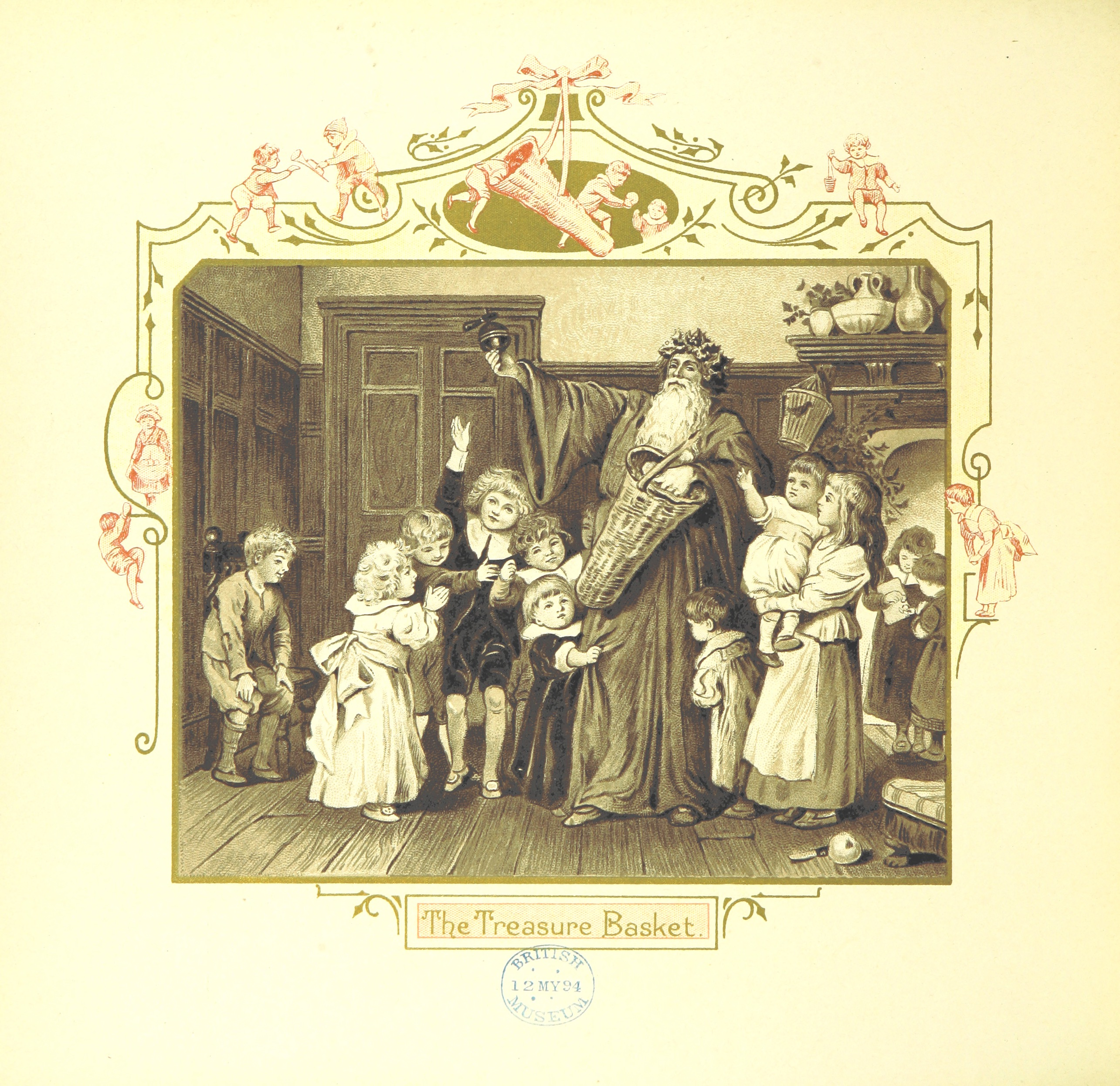
De mand met schatten, 'The Coming of Father Christmas', 1894
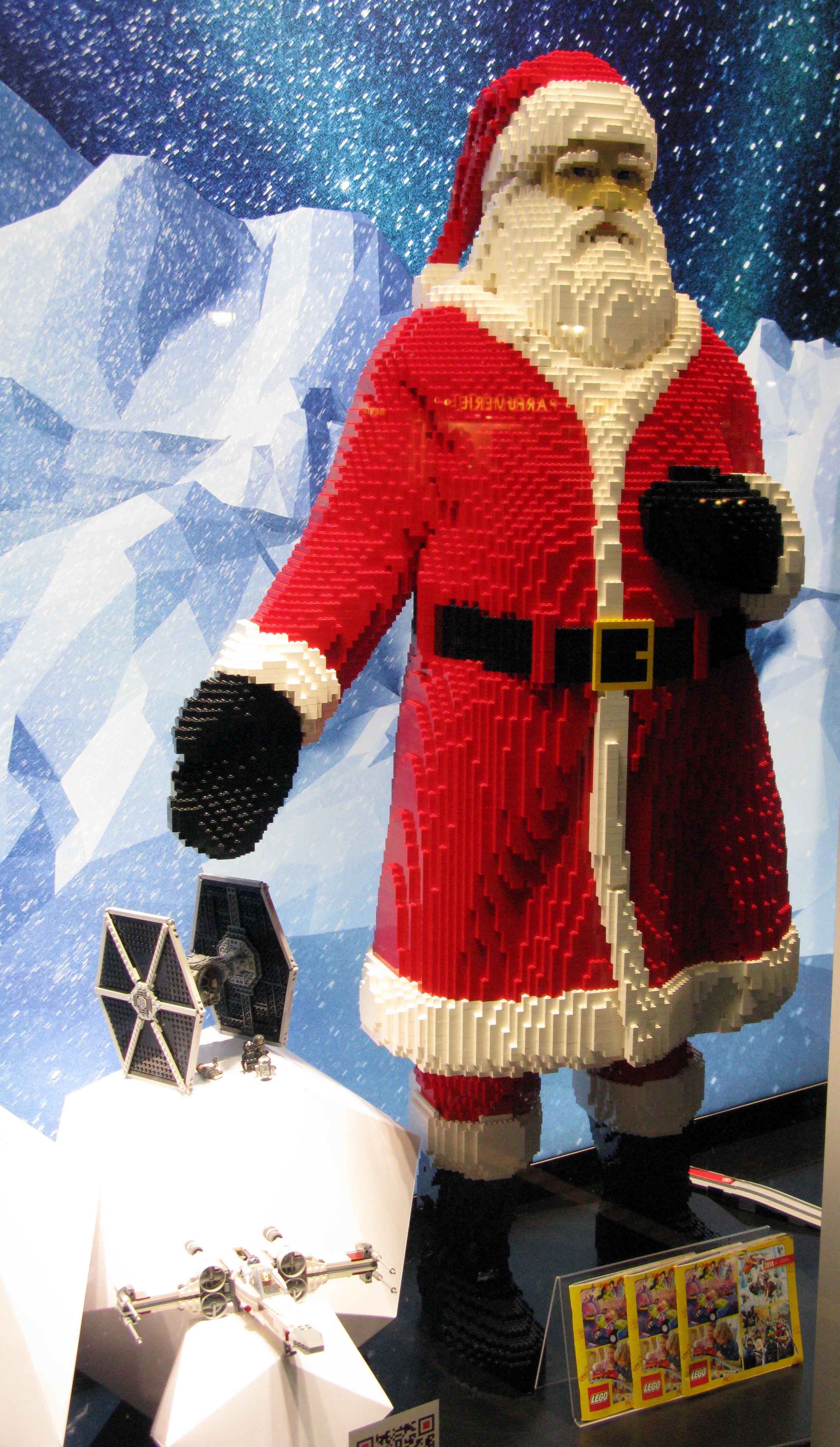
Kerstman van Lego in Kaufhof-etalage in Freiburg
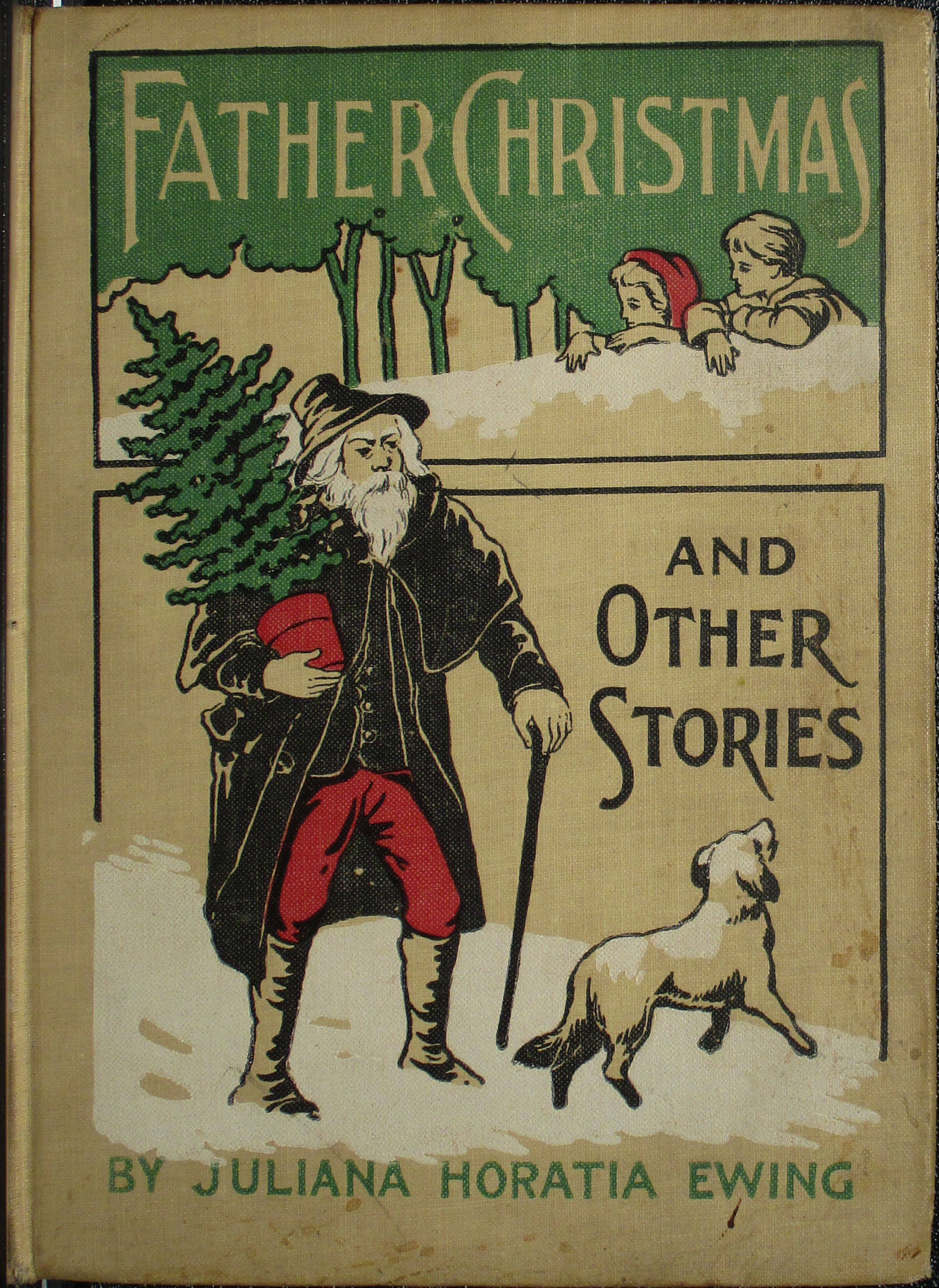
Old Father Christmas and Other Tales, 1900
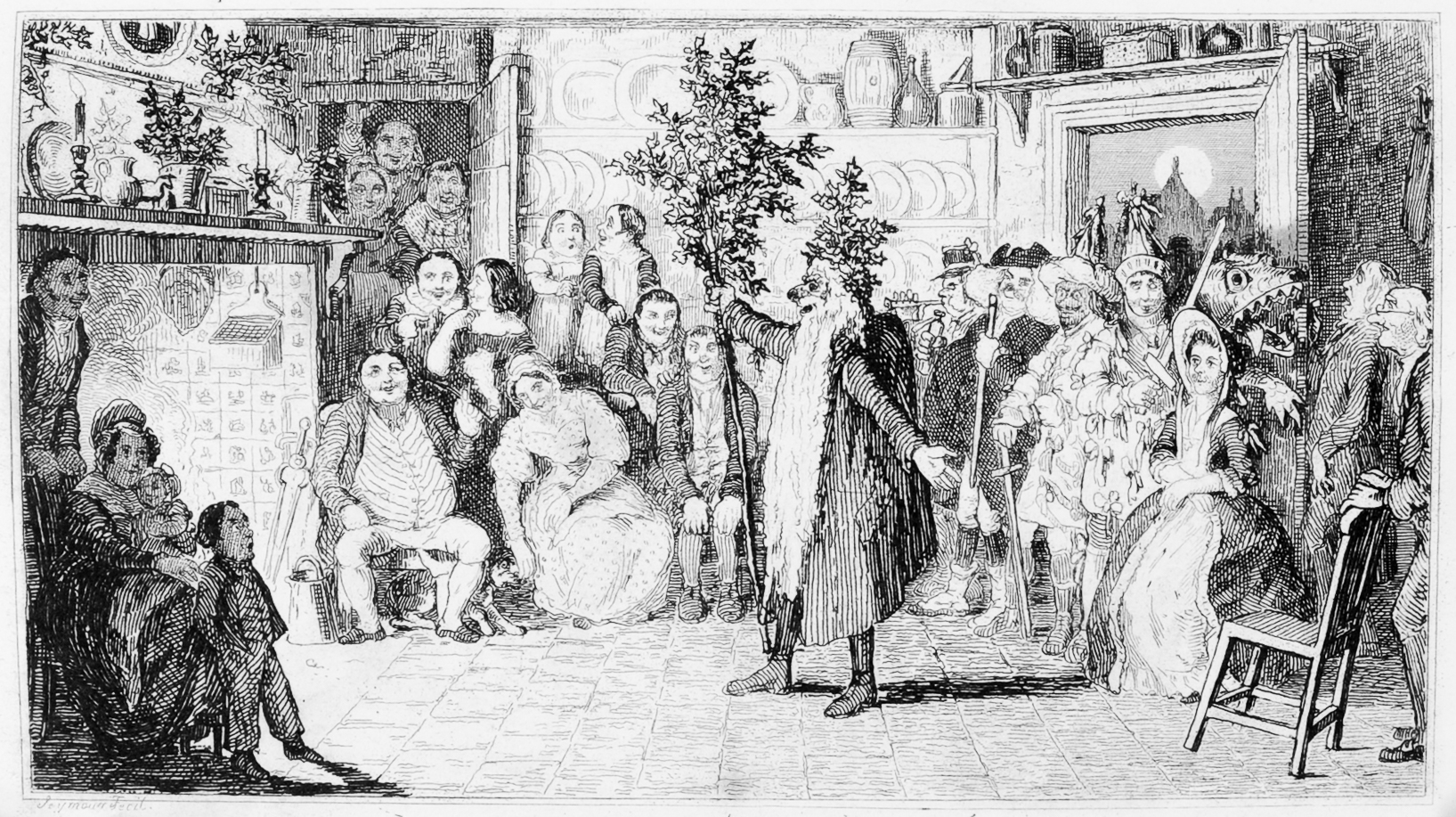
Een gebochelde oude Kerstman in een toneelstuk uit 1836 met lang gewaad, hulstkrans en staf.

## Elfen en kabouters

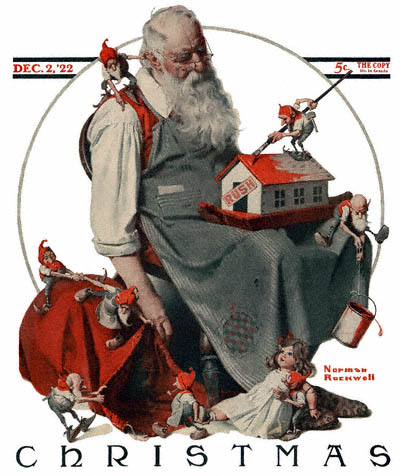
Santa met zijn elfen op de cover van The Saturday Evening Post, 1922

De Kerstman uit de Amerikaanse folklore heeft elfen in dienst, die voor hem werken op de Noordpool. Zij maken en verpakken het speelgoed dat naar de kinderen gaat. Joulutonttu is de Finse kerstelf, zie Haltija. De Kerstman wordt daarnaast in verband gebracht met kabouters, zoals de Scandinavische Nisse of Tomte. Ook de Franse Lutin en Spaanse Duende worden in verband gebracht met de Kerstman.
Veel Duitse en sommige Scandinavische taalgebieden een gebruik dat onder diverse namen bekend is; de aanduiding wichteln is gangbaar. Oorspronkelijk kregen mensen dan heimelijk cadeautjes, die quasi door Wichtelmännchen bezorgd werden, tegenwoordig is een vorm gebruikelijk waarbij iedereen via lootjes trekken een cadeautje verzorgt voor een ander.
In Griekenland komen de Kallikantzaros van 25 december tot 6 januari. Op kerstavond wordt een zwart kruis op de deuren geschilderd als bescherming. De wezens kunnen door deuren en schoorstenen het huis betreden en richten dan een puinhoop aan. De skakantzalos, vergelijkbaar met het joelblok, wordt verbrand. In Griekenland verbrandt men ook oude schoenen (de geur hiervan zou kallikantzaros weghouden) en hangt men voedsel in de schoorsteen.
De Jólasveinar uit IJsland komen van 12 tot 24 december en vertrekken van 25 december tot 6 januari, zie ook Grýla.

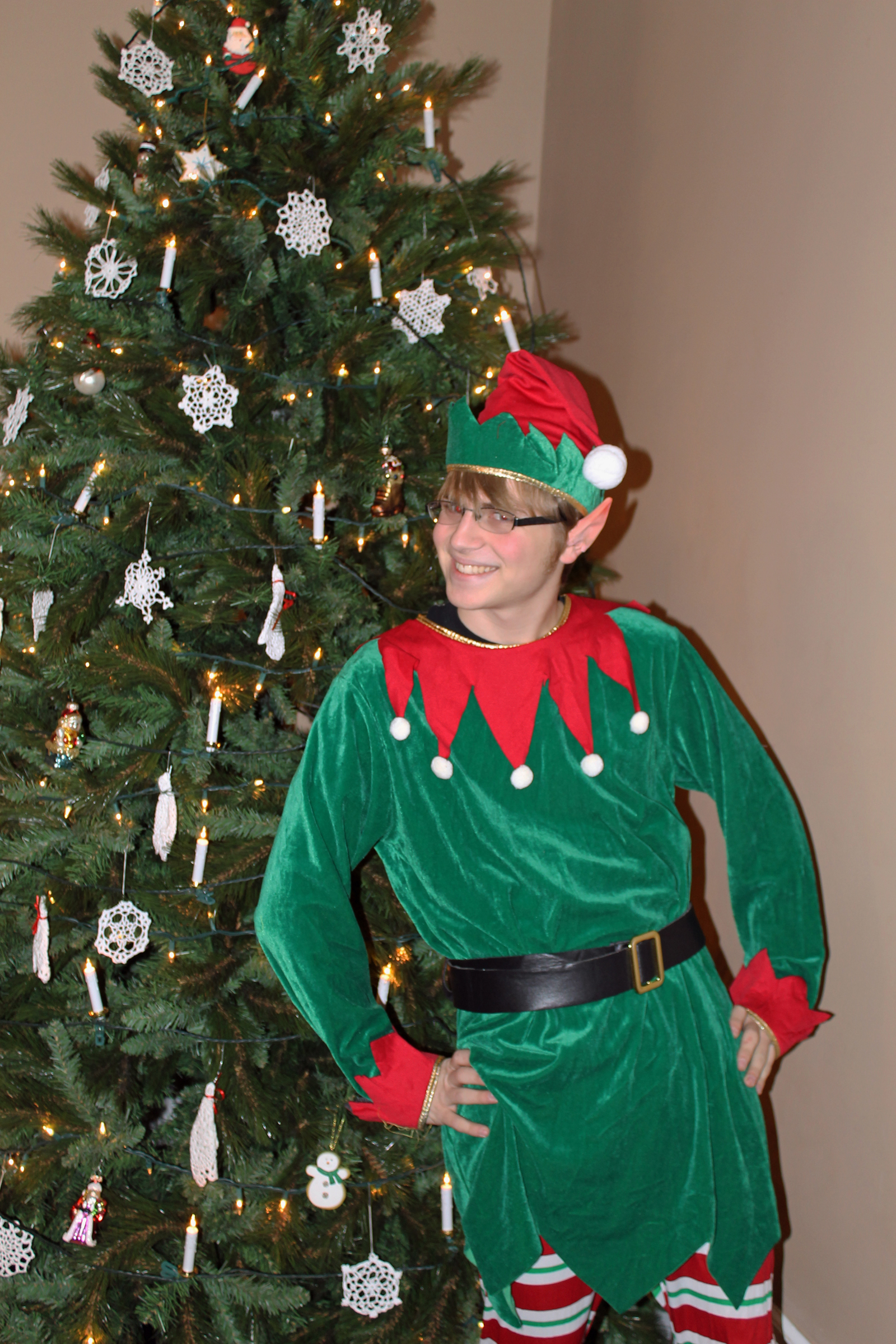
Een man verkleed als kerstelf, 2016
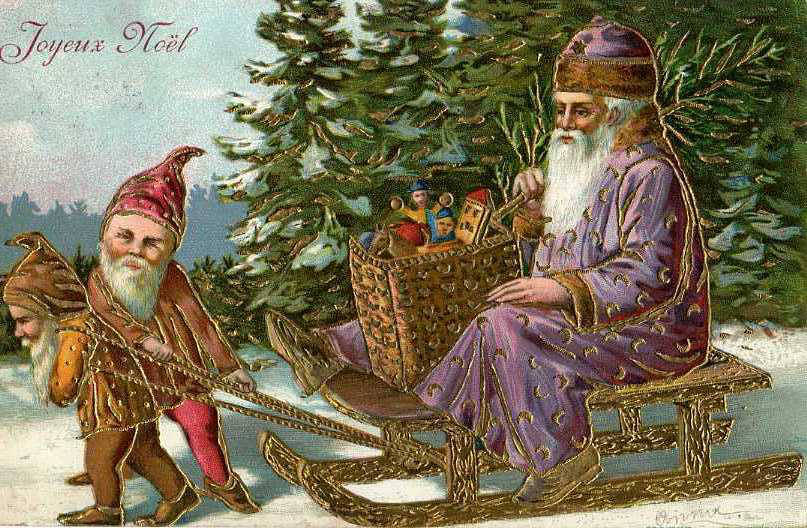
Santa (in een paars kostuum, met kerstboom en doos vol cadeuas) wordt met zijn slee getrokken door twee elfen
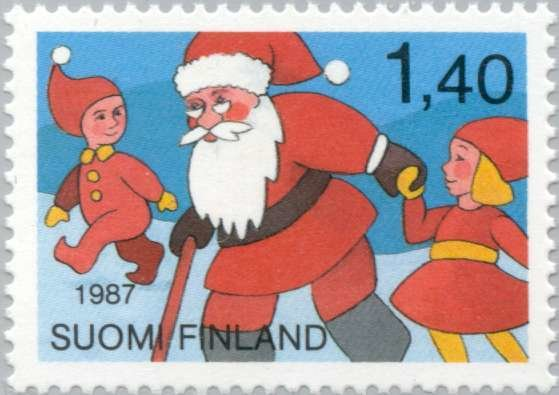
Santa en zijn elfen op een postzegel uit Finland
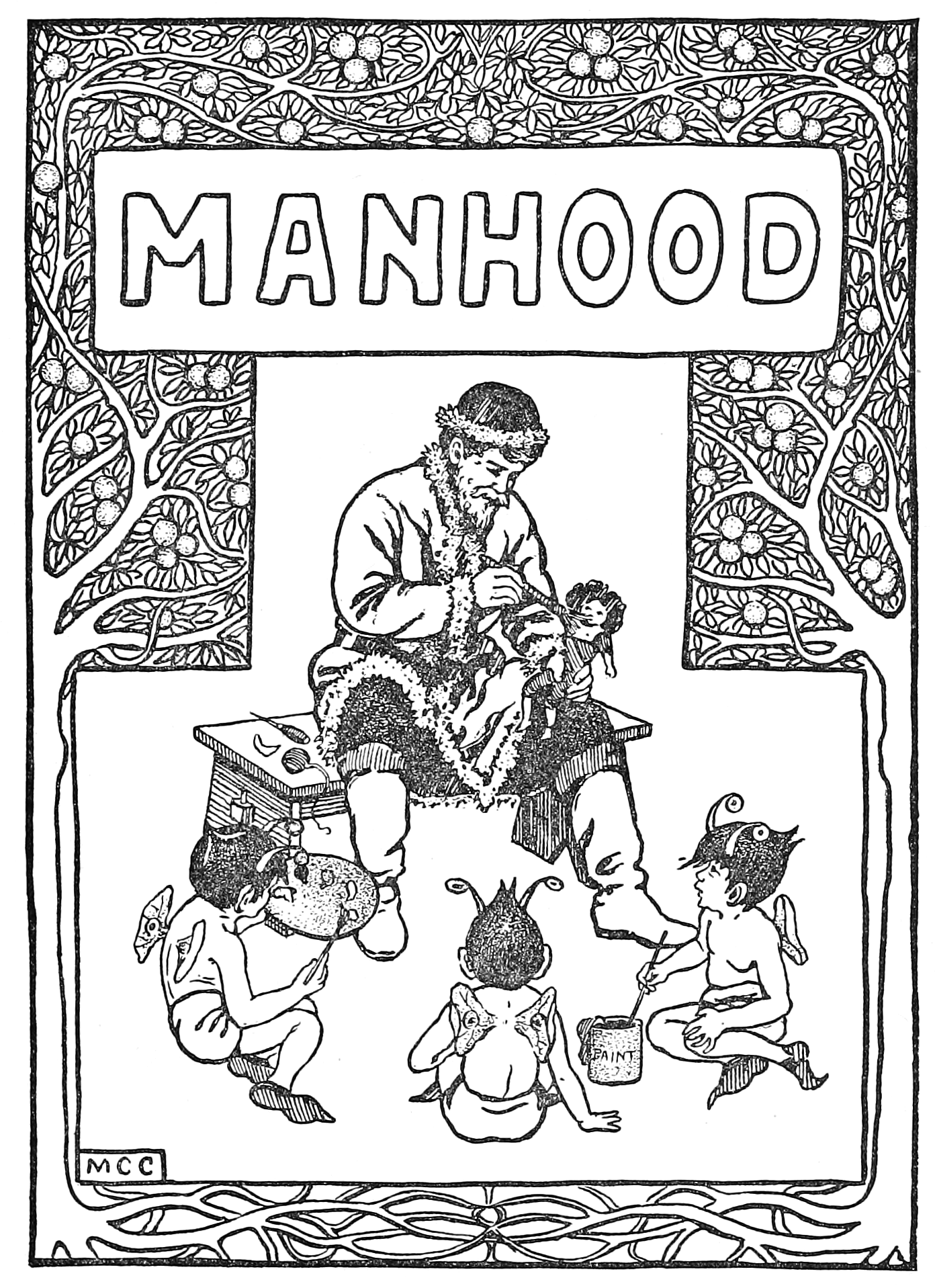
Het maken van cadeaus, The Life and Adventures of Santa Claus, 1902
- The Goblins' Christmas, 1908

## Rendieren

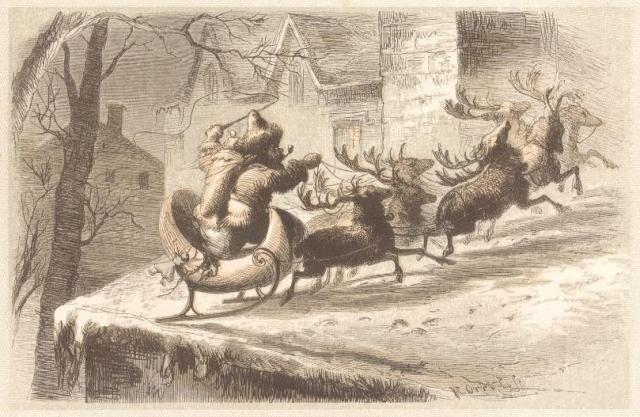
De slee van Santa landt op een dak, 1862

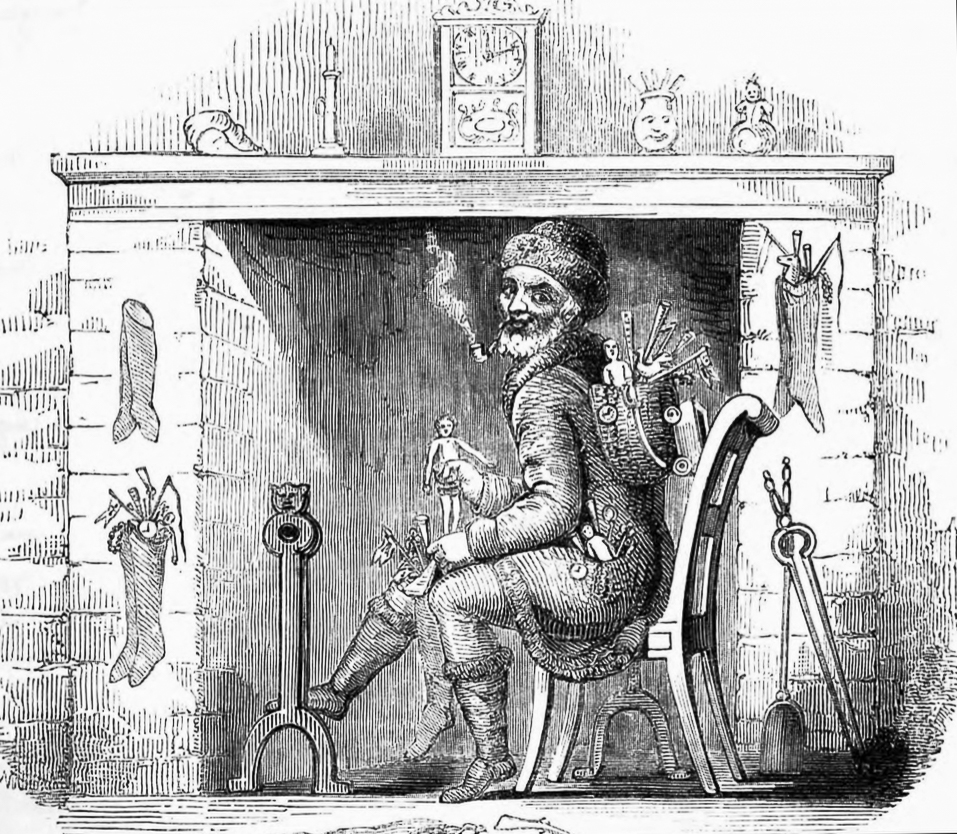
Santa Claus voor een schoorsteenmantel, 1848

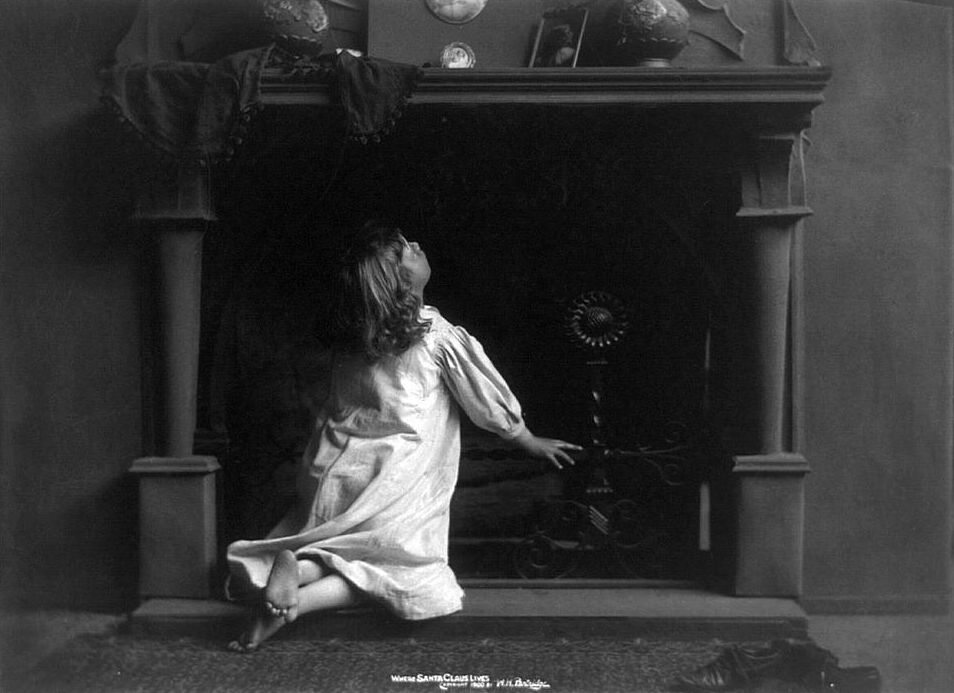
Een meisje kijkt omhoog in de schoorsteen, ca. 1900

De Amerikaanse Kerstman heeft volgens de meeste verhalen acht rendieren die zijn arrenslee trekken. Deze rendieren zijn tevens in staat om te vliegen, waardoor de Kerstman in staat is cadeautjes door de schoorsteen te bezorgen.
De namen van de rendieren zijn gebaseerd op het gedicht A visit from Saint Nicholas (1823) van de dichter Clement Clark Moore (15 juli 1779 -10 juni 1863): Dasher en Dancer, Prancer en Vixen, Comet en Cupid, en Donder (ook wel Donner) en Blitzen (was eerst Blixem). In 1939 bedacht Robert L. May een extra rendier: Rudolph the Red-Nosed Reindeer en introduceerde deze in het gelijknamige boek, waarover onder andere het liedje met dezelfde titel gaat (gezongen door Gene Autry). Deze is mede door het lied dermate bekend geworden, dat hij geregeld als negende rendier wordt toegevoegd aan de lijst.

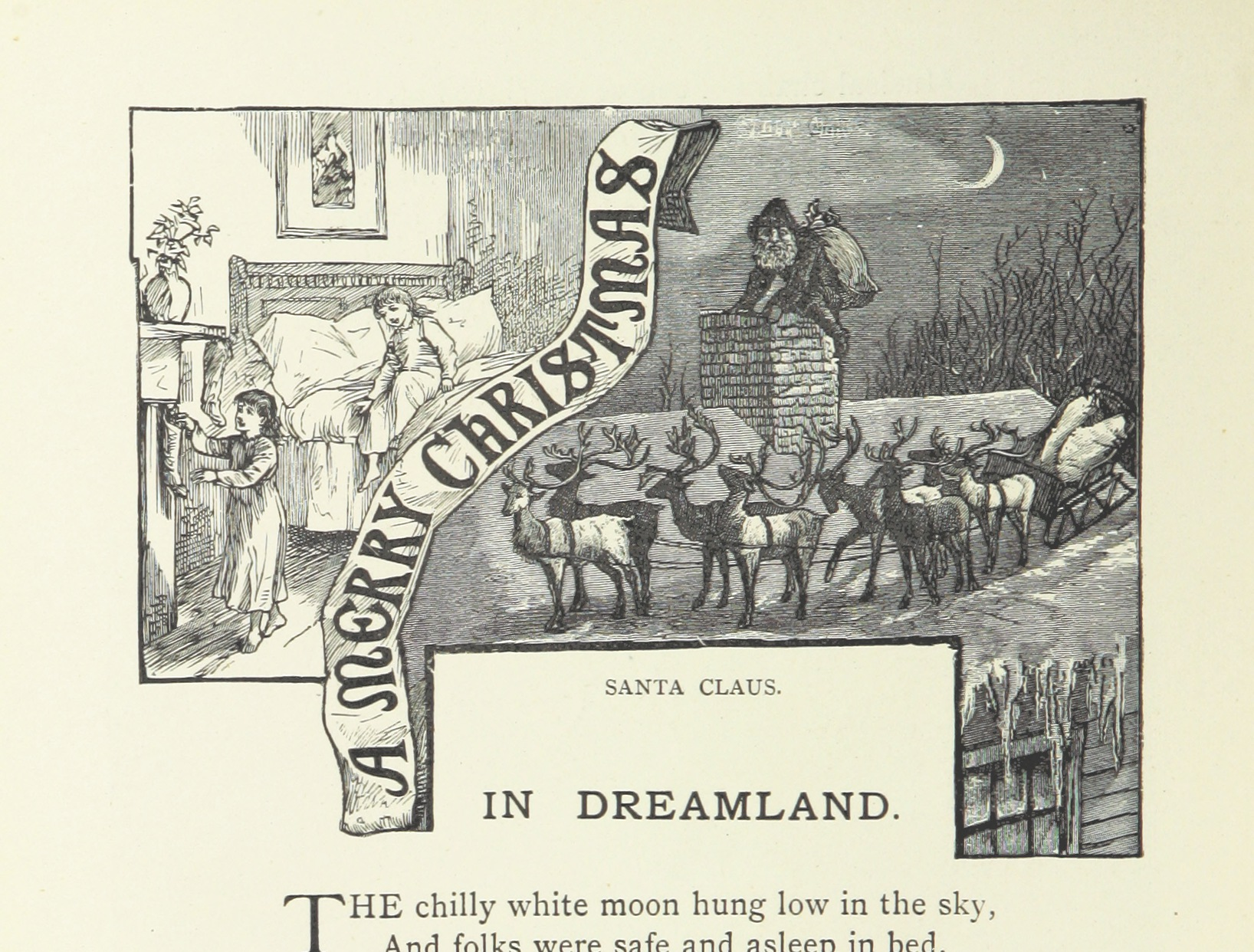
De kinderen hangen een sok bij de schoorsteen en de kerstman arriveert met zijn slede en rendieren op het dak om door de schoorsteen de cadeautjes te brengen, The British Library
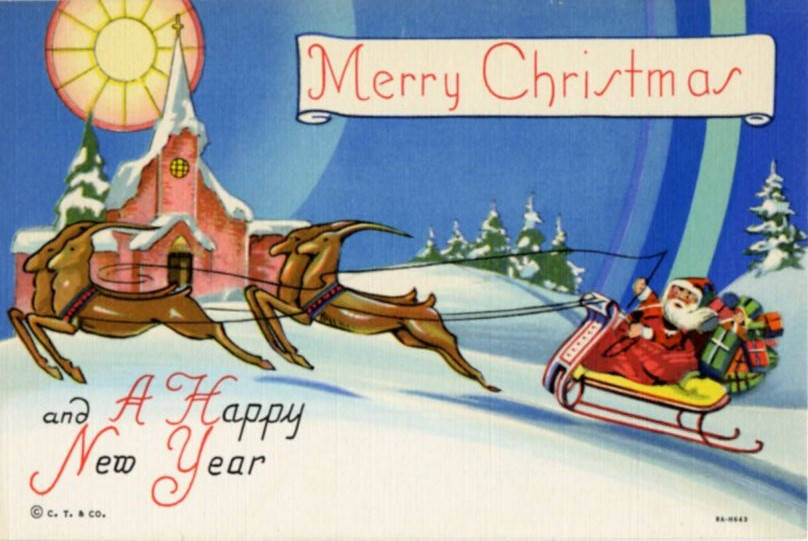
Santa en zijn rendieren, 1938
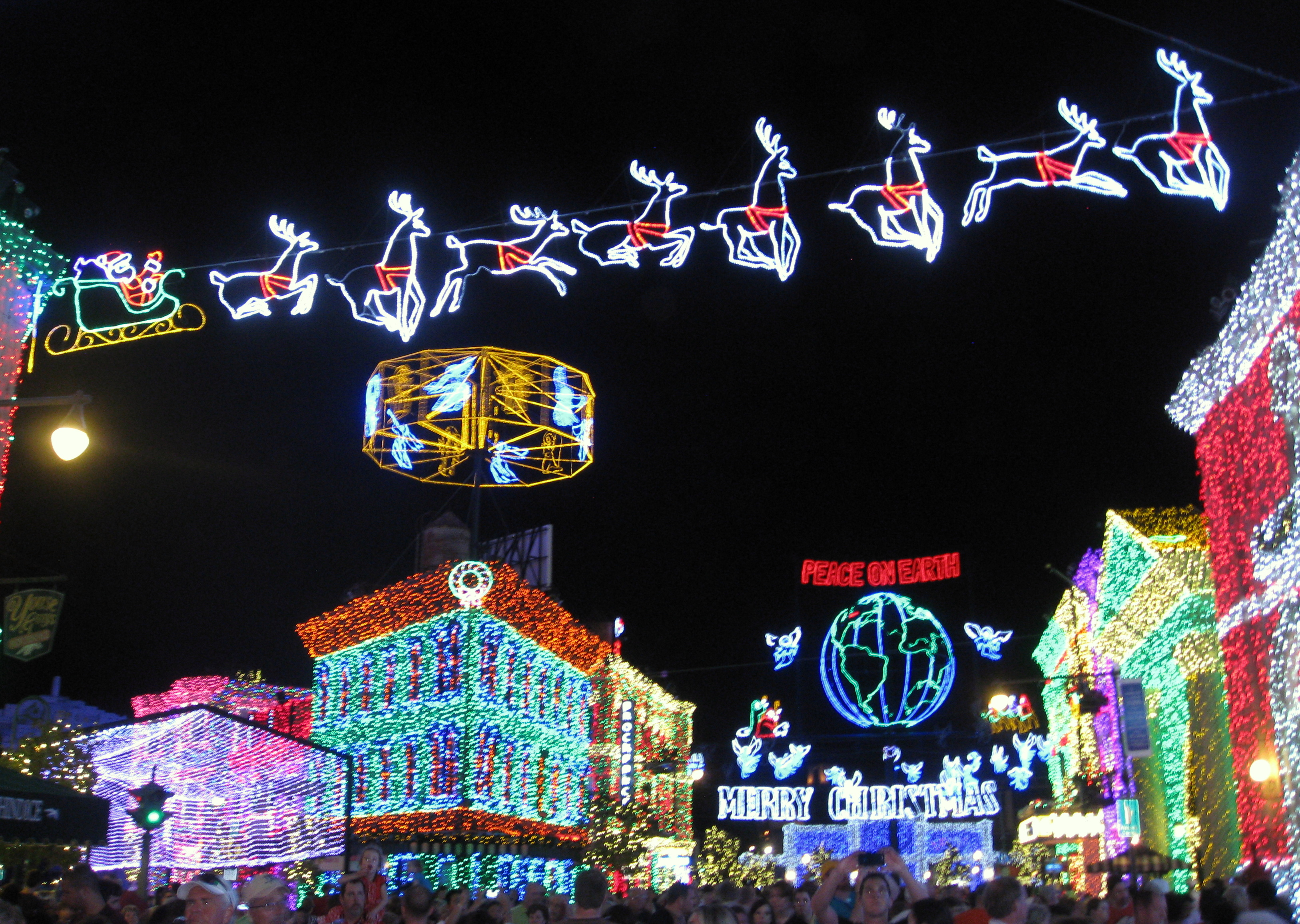
Santa en zijn rendieren bij Disney's Hollywood Studios, 10 december 2012
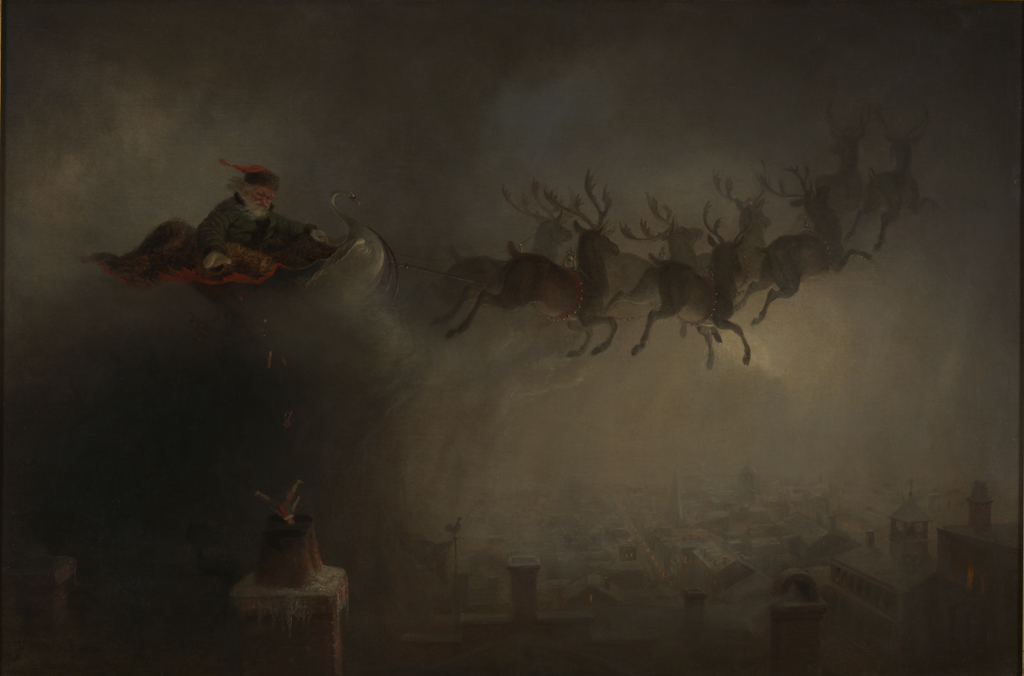
Santa Claus, Rhode Island School of Design Museum, 1862
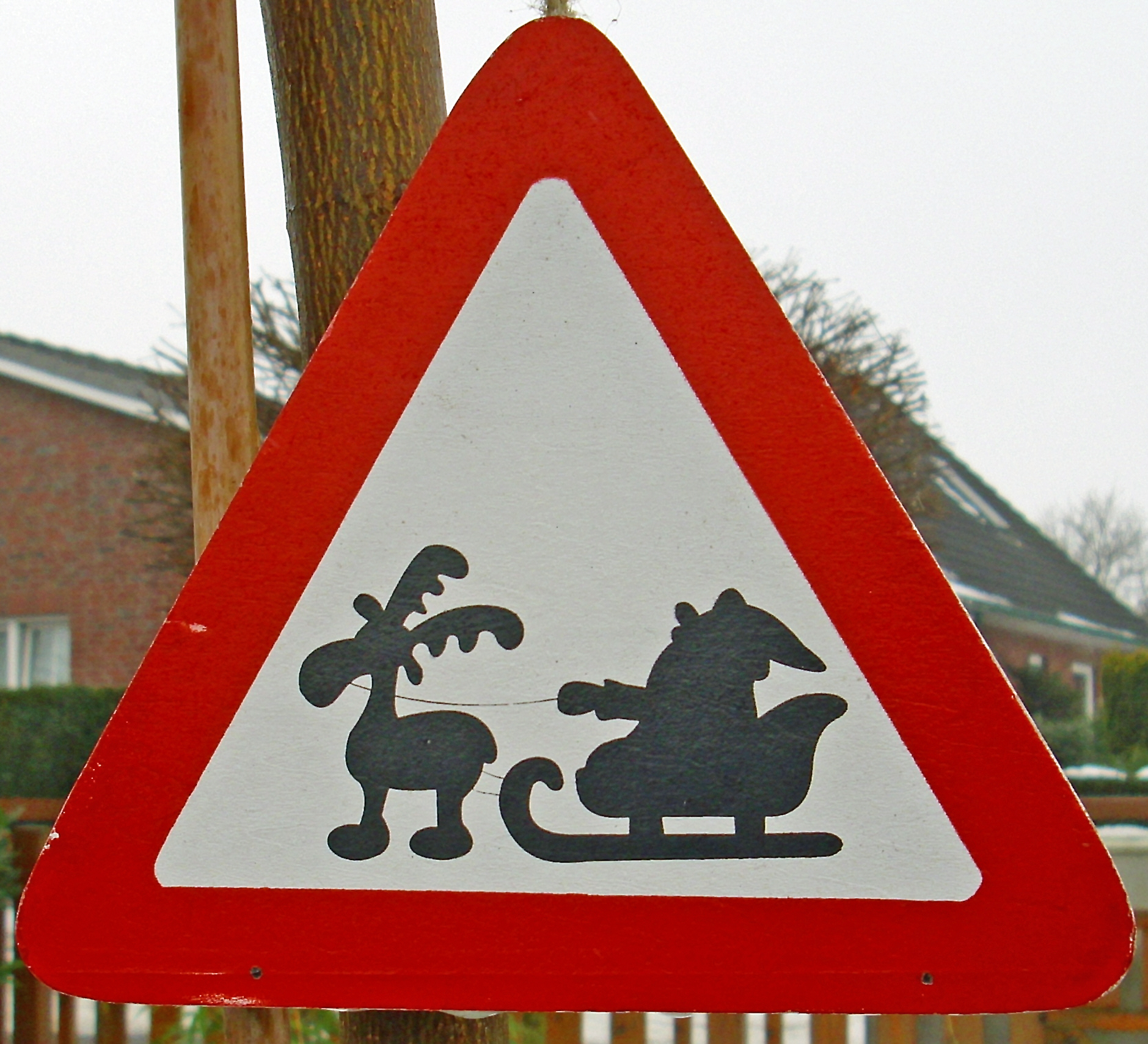
Pas op voor de rendierslee
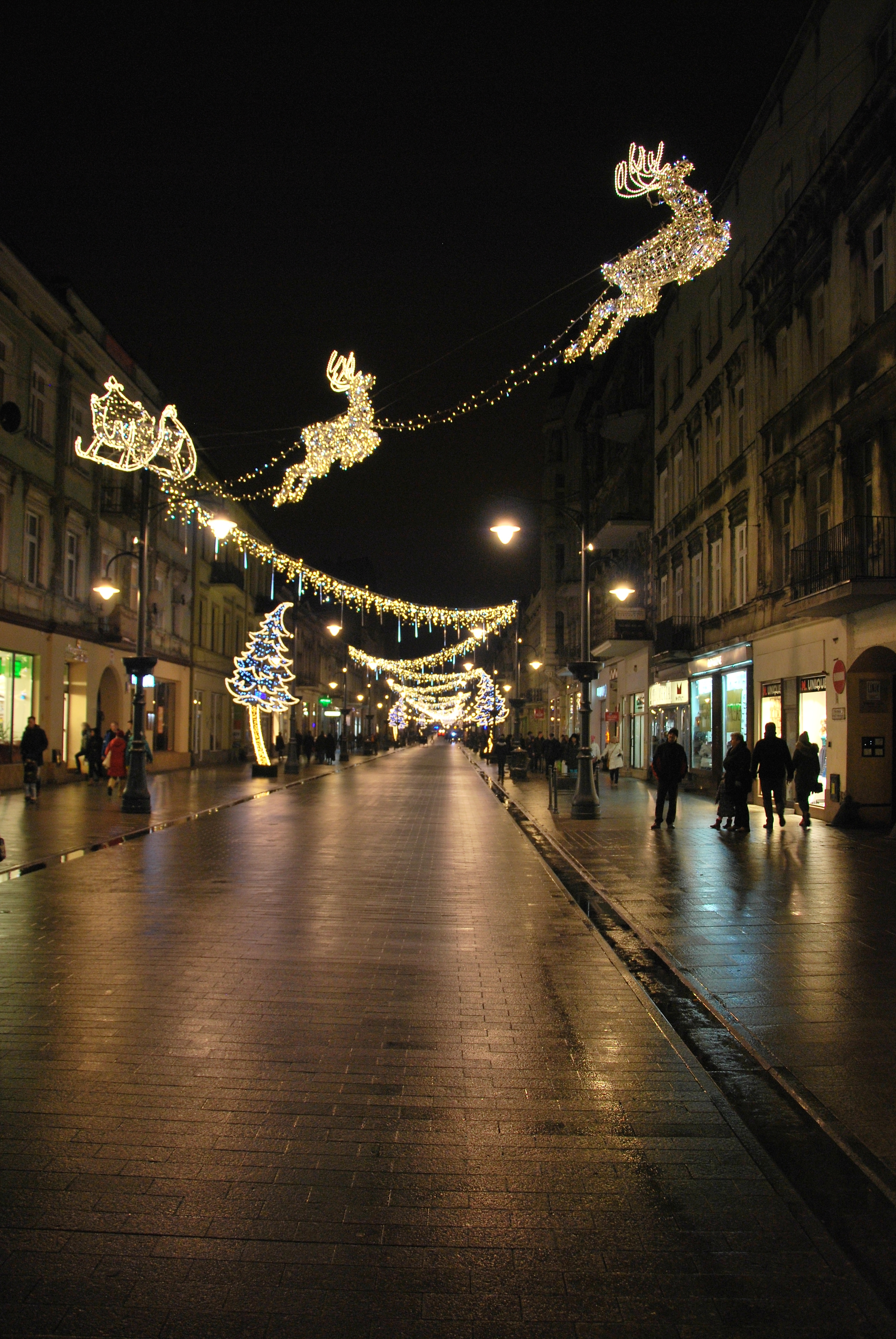
De kerstman en zijn rendieren als kerstverlichting in Łódź
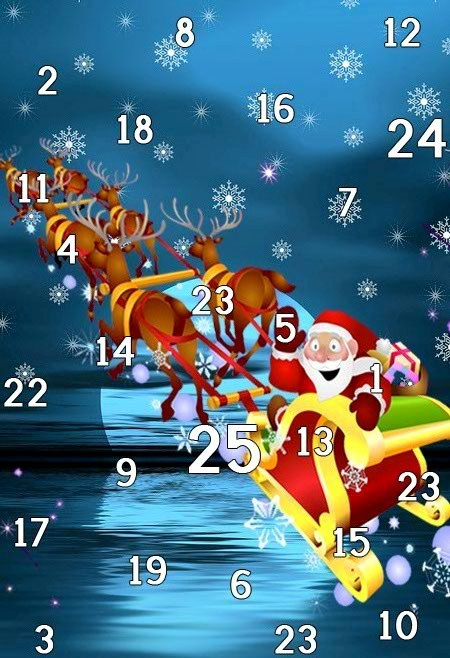
De kerstman met zijn arrenslee en rendieren op een adventskalender
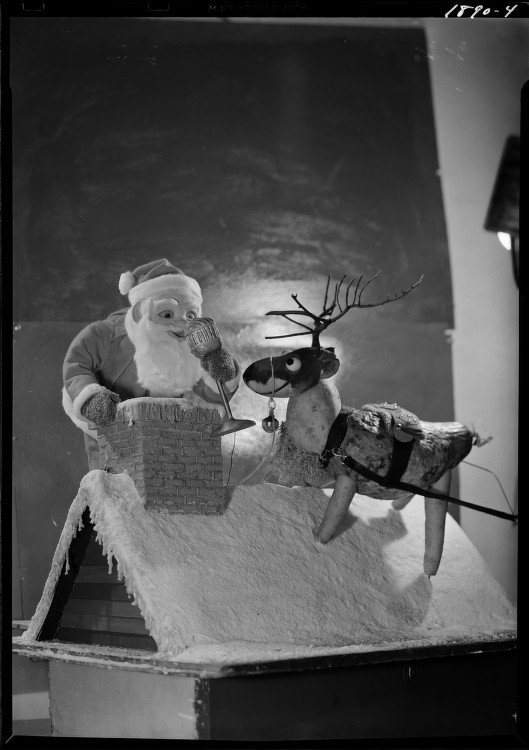
De kerstman met een rendier op een dak bij een schoorsteen, 1938

## Woonplaats
De woonplaats van de Kerstman wordt in veel Amerikaanse vertellingen op de Noordpool gesitueerd. In Europa wordt ook de plaats Rovaniemi in Finland aangegeven als woonplaats. Volgens Denen woont Julemanden (de Kerstman) nabij Uummannaq op Groenland, dat deel uitmaakt van het Deense koninkrijk.

## Trivia

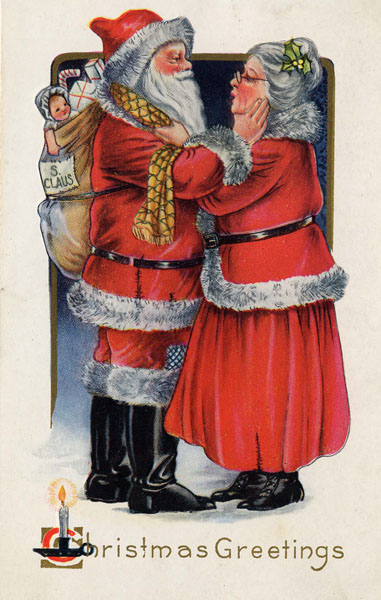
Mr. & Mrs. Santa Claus, 1919

- Een bekende uitroep van de Kerstman is Ho-ho-ho!
- James Edgar staat bekend als de eerste die zich verkleedde als Kerstman (in clownsoutfit). Hij begon de traditie in 1890 in zijn warenhuis in Brockton, Massachusetts.
- In 1930 kreeg de Amerikaanse tekenaar Haddon Sundblom de opdracht van Coca-Cola een serie advertenties te ontwerpen voor de aanstaande kerstperiode. De reclamecampagnes, met name die van in de jaren dertig, droegen bij tot het huidige uiterlijk en de grote bekendheid van Santa Claus.
- Godfried Bomans noemde de Kerstman ooit, toen Bomans als Sinterklaas Canada bezocht, "een geestelijke zakkenroller".[5]
- De Turkse stad Demre, gebouwd op de ruïnes van het antieke Myra, kreeg in 2000 een bronzen beeld van Sint Nicolaas, geschonken door de Russische overheid. Het werd geplaatst op het plein voor de restanten van de middeleeuwse Sint Nicolaaskerk. In februari 2005 liet de burgemeester het beeld echter vervangen door een vrolijk doch enigszins detonerend plastic beeld van de moderne Kerstman. Protesten van de Russische overheid tegen deze degradatie hielpen slechts in beperkte mate: het originele beeld werd teruggezet op een veel minder prominente plaats dan voorheen, nabij de ingang van de overblijfselen van de Sint Nicolaaskerk.